# Saint-Romain-de-Jalionas
Saint-Romain-de-Jalionas este o comună în departamentul Isère din sud-estul Franței. În 2009 avea o populație de 3.123 de locuitori.

## Evoluția populației
| An        | 1975  | 1982  | 1990  | 1999  | 2006  | 2009  |
| --------- | ----- | ----- | ----- | ----- | ----- | ----- |
| Populație | 1.179 | 1.816 | 2.461 | 2.749 | 2.993 | 3.123 |